# 広島市立祇園中学校

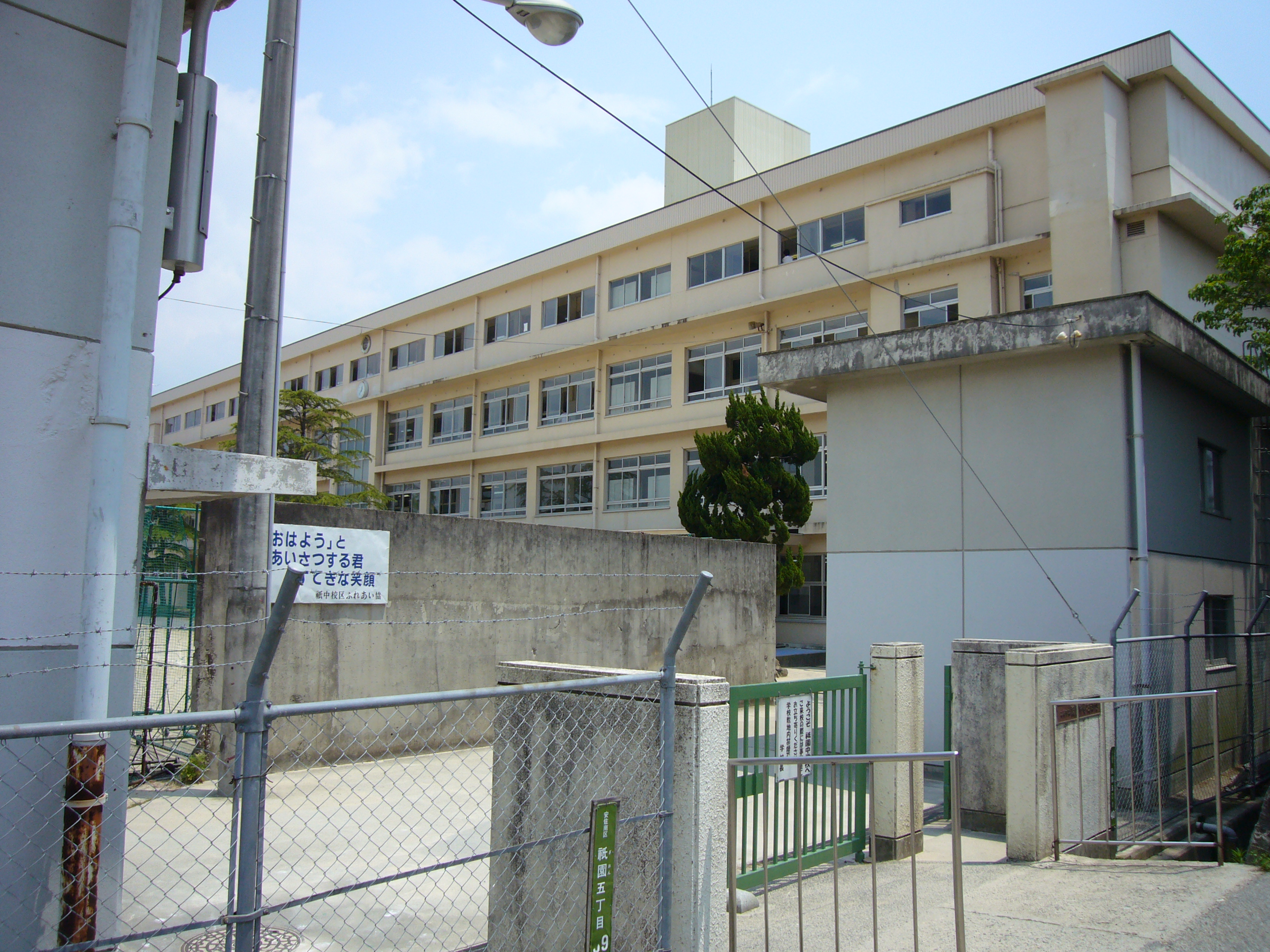
西側

広島市立祇園中学校（ひろしましりつ ぎおんちゅうがっこう）は、広島県広島市安佐南区祇園五丁目にある公立中学校。

## 概要
祇園地区の高台にある学校。通称祇中（ぎちゅう）。生徒数は1167人（2023年5月1日現在）。団地開発やマンション建設の結果、生徒数が急増している。
校舎からは市街地を一望でき、晴れた日には瀬戸内海まで見渡せる。

## 沿革

### 経緯
1947年に祇園町立祇園中学校として開校。その後、1972年に祇園町が広島市に合併したことに伴い広島市立祇園中学校と改称した。周辺地区の人口増加に伴い、1971年に祇園東中学校が、1984年に長束中学校が当校から分離開校している。

### 年表
- 1947年（昭和22年）4月15日 - 開校。祇園町立祇園中学校。
- 1964年（昭和39年） - 現在地へ移転。
- 1971年（昭和46年）4月1日 - 祇園東中学校が当校から分離開校。
- 1972年（昭和47年）8月27日 - 市町村合併に伴い広島市立祇園中学校と改称。
- 1984年（昭和59年）4月1日 - 長束中学校が当校から分離開校。

## 校区
- 広島市立祇園小学校の校区
  - 古市四丁目（6番4号～16号）、祇園一丁目、祇園二丁目～祇園八丁目、祇園町、長束三丁目（8番～10番1号、10番30号～40号）
- 広島市立山本小学校の校区
  - 長束六丁目（1番16号～24号、7番17号～39号、10番11号～30号）、長束西二丁目（1番）、山本一丁目～ 山本六丁目、 山本七丁目～山本九丁目、山本新町一丁目（春日野学区分を除く）、山本町
- 広島市立春日野小学校の校区
  - 山本新町一丁目（1番30号を除く）、山本新町二丁目～山本新町五丁目

## 学校行事
- 4月 - 入学式、始業式、身体測定
- 5月 - 野外活動（1年生）、前期中間試験
- 6月 - 体育祭、生徒総会
- 7月 - 職場体験（3年生）
- 8月 - 平和慰霊祭
- 9月 - 身体測定、前期期末試験
- 10月 - 前期終業式、後期始業式、合唱コンクール
- 11月 - 修学旅行（2年生）、後期中間試験
- 12月 - 生徒会選挙、来てみんさい祇園中
- 1月 - 身体測定、後期期末試験（3年生）
- 2月 - 後期期末試験（1、2年生）
- 3月 - 卒業式、修了式

## 生徒会活動
- 代議員会
- 生活委員会
- 文化委員会
- 体育委員会
- 選挙管理委員会

等

## 部活動

### 運動系
- サッカー部
- 男子ソフトテニス部
- 女子ソフトテニス部
- 男子バドミントン部
- 女子バドミントン部
- 男子バレー部
- 女子バレー部
- 剣道部
- 男子バスケットボール部
- 女子バスケットボール部
- 陸上部
- 野球部
- 卓球部

### 文化系
- 吹奏楽部
- 美術部
- 放送部
- 書道部
- 囲碁・将棋部
- 家庭科部

## 周辺
- 武田山
- 広島経済大学
- 広島県立祇園北高等学校
- イオンモール広島祇園

## アクセス
- JR西日本可部線下祇園駅より徒歩15分

## 著名な出身者
- 実信憲明（元サッカー選手、ガイナーレ鳥取）
- 相原勇
- 赤坂英一（スポーツライター）